# 山陽新聞ニュース
山陽新聞ニュース（さんようしんぶんニュース）とは、岡山県内とその周辺地域の民間放送ラジオ局で放送されている山陽新聞協力のローカルニュースである。

## 概要
RSK山陽放送（RSKラジオ）、岡山エフエム放送（FM岡山）、岡山シティエフエム（レディオモモ）、エフエムくらしき、エフエムゆめウェーブ、エフエムふくやま（レディオBINGO）、エフエムサン（FM SUN）にて放送されている。
2024年3月31日までは、山陽新聞のラジオ欄にて山陽新聞からニュース配信を受けている各放送局の番組表下部に放送時間が掲載されていた。

## 放送時間
下記のインターネットラジオでも受信することが可能

★…radiko（岡山県内全域、無料）及びradikoプレミアム（日本全国、有料）

☆…JCBAインターネットサイマルラジオ（日本全国、無料）

◎…SimulRadio（日本全国、無料）
| 放送対象地域          | 放送局                               | 放送時間 |
| --------------------- | ------------------------------------ | --- |
| 岡山県全域            | RSK山陽放送★ （RSKラジオ）           | *（平日）7:00 / 7:48 / 9:00 / 11:00 / 12:00 / 14:00 / 16:00 / 18:00 *（土曜）7:00 / 11:00 / 12:00 / 16:00 *（日曜）放送無し |
| 岡山県全域            | 岡山エフエム放送★ （FM岡山）         | *（平日）7:55 / 8:55 / 11:55 / 16:55 / 18:00 *（土曜）・（日曜）放送無し                                                    |
| 岡山市、赤磐市        | 岡山シティエフエム☆ （レディオモモ） | *（平日）7:00 / 7:50 / 8:50 / 11:50 / 16:55 / 18:00 *（土曜）・（日曜）放送無し                                             |
| 倉敷市、総社市        | エフエムくらしき☆                    | *（平日）7:03 / 8:01 *（月曜〜木曜）17:15 / 18:18 *（金曜）16:04 / 17:02 / 18:08 *（土曜）・（日曜）放送無し                |
| 笠岡市、浅口市 里庄町 | エフエムゆめウェーブ                 | *（平日）8:15 / 11:45 *（土曜）・（日曜）放送無し                                                                           |
| 広島県福山市 府中市   | エフエムふくやま☆ （レディオBINGO）  | *（平日）7:07 / 7:16 / 18:00 *（土曜）・（日曜）放送無し                                                                    |
| 香川県坂出市 宇多津町 | エフエムサン◎ （FM SUN）             | *（平日）12:50 *（土曜）・（日曜）放送無し                                                                                  |

## 備考
RSKラジオでは、2009年4月からニュース枠を「RSKラジオニュース」に改め、「山陽新聞ニュース」はその一部に内包される。事件や事故、政治関係、海外のニュースはRSKラジオニュースで、岡山県内の話題（県内の祭りなどの催し物や講演会があったことを知らせる記事が多い）は山陽新聞ニュースのコーナーで放送する。RSKテレビのローカルニュースは「RSKニュース」という題名である。
レディオモモでは、「山陽新聞ニュースヘッドライン」という題名で放送している。

## 関連番組
- RSKイブニングニュース
- TSCニュース…山陽新聞協力のニュース。